# Andranopasy
Andranopasy est une commune rurale malgache située dans la partie sud-ouest de la région du Menabe.